# アメリカ合衆国商務長官

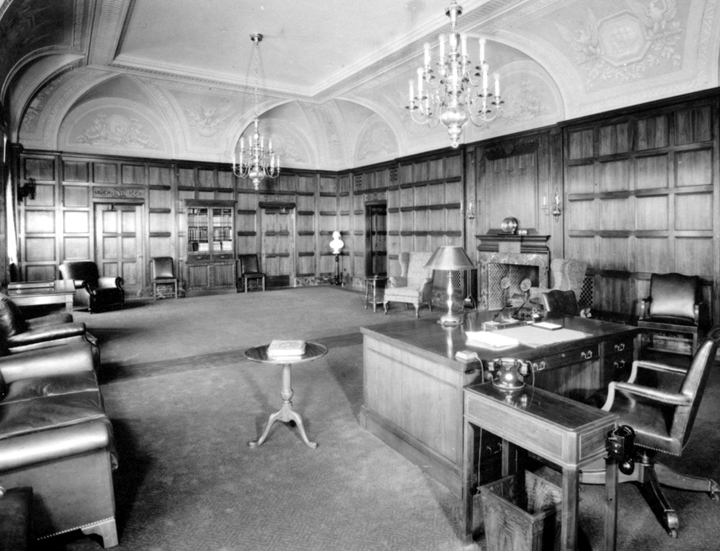
20世紀中葉の商務長官執務室

アメリカ合衆国商務長官（アメリカがっしゅうこくしょうむちょうかん、United States Secretary of Commerce）は、アメリカ合衆国商務省の長であり、商工業分野を管掌する。アメリカ合衆国商務省はその任務について、「国内外の商業を育成し、促進し、発展せしむること」としている。アメリカ合衆国商務長官の大統領権限継承順位は第10位。日本における経済産業大臣に相当する。

## 概要
かつては商務労働長官 (Secretary of Commerce and Labor) が置かれていたが、商務労働省は1913年にアメリカ合衆国商務省とアメリカ合衆国労働省とに分割された。現在アメリカ合衆国労働省はアメリカ合衆国労働長官が統轄する。
長官府は商務副長官、首席補佐官、次席補佐官、上級顧問、副長官首席補佐官、立法府・政府間問題担当次官補、最高財務責任者兼管理担当次官補・最高情報責任者、法律顧問、首席監察官、業務連絡室、政策戦略企画室、広報室、ホワイトハウス連絡室とネイティブ・アメリカン問題専門上級顧問を含む。
バラク・オバマ大統領の下で上院議員のジャド・グレッグがカルロス・グティエレスの後任の次期商務長官に指名され就任が予定されていたが、政策の対立によりグレッグ議員が指名を辞退。その後オバマ大統領はワシントン州前知事でアメリカ民主党所属のゲイリー・ロックを指名、上院に承認され第36代商務長官に就任した。
商務長官職の継承順位は、以下の通り。
1. 商務副長官
2. 商務省法律顧問
3. 国際貿易担当商務次官
4. 経済問題担当商務次官
5. 標準技術担当商務次官兼国立標準技術研究所所長
6. 海洋大気担当商務次官兼海洋大気局長官
7. 産業安全保障担当商務次官
8. 商務省最高財務責任者兼管理担当商務次官補

## 歴代商務長官
| 代 | 肖像                                         | 氏名                                  | 就任日         | 退任日         | 大統領                                             |
| -- | -------------------------------------------- | ------------------------------------- | -------------- | -------------- | -------------------------------------------------- |
| 1  | ウィリアム・コックス・レッドフィールド       | ウィリアム・C・レッドフィールド       | 1913年3月5日   | 1919年10月31日 | ウッドロウ・ウィルソン                             |
| 2  | ジョシュア・ウィリス・アレグザンダー         | ジョシュア・W・アレグザンダー         | 1919年12月16日 | 1921年3月4日   | ウッドロウ・ウィルソン                             |
| 3  | ハーバート・フーヴァー                       | ハーバート・C・フーヴァー             | 1921年3月5日   | 1928年8月21日  | ウォレン・ハーディング カルヴァン・クーリッジ      |
| 4  | ウィリアム・フェアフィールド・ホワイティング | ウィリアム・F・ホワイティング         | 1928年8月22日  | 1929年3月4日   | カルヴァン・クーリッジ                             |
| 5  | ロバート・パターソン・ラモント               | ロバート・P・ラモント                 | 1929年3月5日   | 1932年8月7日   | ハーバート・フーヴァー                             |
| 6  | ロイ・ダイクマン・チェーピン                 | ロイ・D・チェーピン                   | 1932年8月8日   | 1933年3月3日   | ハーバート・フーヴァー                             |
| 7  | ダニエル・カルフーン・ローパー               | ダニエル・C・ローパー                 | 1933年3月4日   | 1938年12月23日 | フランクリン・ローズヴェルト                       |
| 8  | ハリー・ロイド・ホプキンズ                   | ハリー・ロイド・ホプキンズ            | 1938年12月24日 | 1940年9月18日  | フランクリン・ローズヴェルト                       |
| 9  | ジェシー・ホールマン・ジョーンズ             | ジェシー・H・ジョーンズ               | 1940年9月18日  | 1945年3月1日   | フランクリン・ローズヴェルト                       |
| 10 | ヘンリー・A・ウォレス                        | ヘンリー・A・ウォーレス               | 1945年3月2日   | 1946年9月20日  | フランクリン・ローズヴェルト ハリー・S・トルーマン |
| 11 | W・アヴェレル・ハリマン                      | W・アヴェレル・ハリマン               | 1946年10月7日  | 1948年4月22日  | ハリー・S・トルーマン                              |
| 12 | チャールズ・W・ソーヤー                      | チャールズ・W・ソーヤー               | 1948年5月6日   | 1953年1月20日  | ハリー・S・トルーマン                              |
| 13 | チャールズ・シンクレア・ウィークス           | チャールズ・S・ウィークス             | 1953年1月21日  | 1958年11月10日 | ドワイト・アイゼンハウアー                         |
| 14 | ルイス・リヒテンシュタイン・シュトラウス     | ルイス・L・シュトラウス               | 1958年11月13日 | 1959年6月30日  | ドワイト・アイゼンハウアー                         |
| 15 | フレデリック・ヘンリー・ミューラー           | フレデリック・H・ミューラー           | 1959年6月30日  | 1959年8月10日  | ドワイト・アイゼンハウアー                         |
| 15 | フレデリック・ヘンリー・ミューラー           | フレデリック・H・ミューラー           | 1959年8月10日  | 1961年1月19日  | ドワイト・アイゼンハウアー                         |
| 16 | ルーサー・ハートウェル・ホッジズ             | ルーサー・H・ホッジズ                 | 1961年1月21日  | 1965年1月15日  | ジョン・F・ケネディ リンドン・ジョンソン           |
| 17 | ジョン・トマス・コナー                       | ジョン・T・コナー                     | 1965年1月18日  | 1967年1月31日  | リンドン・ジョンソン                               |
| 18 | アレグザンダー・ビューエル・トロウブリッジ   | アレグザンダー・B・トロウブリッジ     | 1967年1月31日  | 1967年6月14日  | リンドン・ジョンソン                               |
| 18 | アレグザンダー・ビューエル・トロウブリッジ   | アレグザンダー・B・トロウブリッジ     | 1967年6月14日  | 1968年3月1日   | リンドン・ジョンソン                               |
| 19 | サイラス・ロウレット・スミス                 | サイラス・R・スミス                   | 1968年3月6日   | 1969年1月19日  | リンドン・ジョンソン                               |
| 20 | モーリス・ヒューバート・スタンズ             | モーリス・H・スタンズ                 | 1969年1月21日  | 1972年2月15日  | リチャード・ニクソン                               |
| 21 | ピーター・ジョージ・ピーターソン             | ピーター・G・ピーターソン             | 1972年2月29日  | 1973年2月1日   | リチャード・ニクソン                               |
| 22 | フレデリック・ベイリー・デント               | フレデリック・B・デント               | 1973年2月2日   | 1975年3月26日  | リチャード・ニクソン ジェラルド・フォード          |
| 23 | ロジャーズ・クラーク・バラード・モートン     | ロジャーズ・C・B・モートン            | 1975年5月1日   | 1976年2月2日   | ジェラルド・フォード                               |
| 24 | エリオット・リチャードソン                   | エリオット・L・リチャードソン         | 1976年2月2日   | 1977年1月20日  | ジェラルド・フォード                               |
| 25 | ジュアニータ・モリス・クレップス             | ジュアニータ・M・クレップス           | 1977年1月23日  | 1979年10月31日 | ジミー・カーター                                   |
| -  | ルーサー・H・ホッジズ・ジュニア              | ルーサー・H・ホッジズ・ジュニア(代理) | 1979年10月31日 | 1980年1月9日   | ジミー・カーター                                   |
| 26 | フィリップ・モリス・クルズニック             | フィリップ・M・クルズニック           | 1980年1月9日   | 1981年1月19日  | ジミー・カーター                                   |
| 27 | ハワード・マルコム・ボールドリッジ・ジュニア | ハワード・M・ボールドリッジJr.        | 1981年1月20日  | 1987年7月25日  | ロナルド・レーガン                                 |
| -  | クラレンス・J・ブラウン                      | クラレンス・J・ブラウン(代理)         | 1987年7月25日  | 1987年10月19日 | ロナルド・レーガン                                 |
| 28 | ウィリアム・ウィリアム・ヴェリティ・ジュニア | カルヴァン・W・ヴェリティJr.          | 1987年10月19日 | 1989年1月30日  | ロナルド・レーガン                                 |
| 29 | ロバート・アダム・モズバカー                 | ロバート・A・モズバカー               | 1989年1月31日  | 1992年1月15日  | ジョージ・H・W・ブッシュ                           |
| -  | ロックウェル・A・シュナーベル                | ロックウェル・A・シュナーベル(代理)   | 1992年1月15日  | 1992年2月27日  | ジョージ・H・W・ブッシュ                           |
| 30 | バーバラ・ハックマン・フランクリン           | バーバラ・H・フランクリン             | 1992年2月27日  | 1993年1月20日  | ジョージ・H・W・ブッシュ                           |
| 31 | ロナルド・ハーモン・ブラウン                 | ロナルド・H・ブラウン                 | 1993年1月22日  | 1996年4月3日   | ビル・クリントン                                   |
| 32 | ミッキー・カンター                           | マイケル・カンター                    | 1996年4月12日  | 1997年1月21日  | ビル・クリントン                                   |
| 33 | ウィリアム・マイケル・デイリー               | ウィリアム・M・デイリー               | 1997年1月30日  | 2000年7月19日  | ビル・クリントン                                   |
| -  | ロバート・L・マレット                        | ロバート・L・マレット(代理)           | 2000年7月19日  | 2000年7月21日  | ビル・クリントン                                   |
| 34 | ノーマン・ミネタ                             | ノーマン・Y・ミネタ                   | 2000年7月21日  | 2001年1月20日  | ビル・クリントン                                   |
| 35 | ドナルド・ルイス・エヴァンズ                 | ドナルド・L・エヴァンズ               | 2001年1月20日  | 2005年2月7日   | ジョージ・W・ブッシュ                              |
| 36 | カルロス・ミゲル・グティエレス               | カルロス・M・グティエレス             | 2005年2月7日   | 2009年1月20日  | ジョージ・W・ブッシュ                              |
| -  | オットー・ウォルフ                           | オットー・ウォルフ(代理)              | 2009年1月20日  | 2009年3月26日  | バラク・オバマ                                     |
| 37 | ゲイリー・フェイ・ロック                     | ゲイリー・フェイ・ロック              | 2009年3月26日  | 2011年8月1日   | バラク・オバマ                                     |
| -  | レベッカ・ブランク                           | レベッカ・ブランク(代理)              | 2011年8月1日   | 2011年10月21日 | バラク・オバマ                                     |
| 38 | ジョン・ブライソン                           | ジョン・ブライソン                    | 2011年10月21日 | 2012年6月11日  | バラク・オバマ                                     |
| -  | レベッカ・ブランク                           | レベッカ・ブランク(代理)              | 2012年6月11日  | 2013年6月1日   | バラク・オバマ                                     |
| -  | キャメロン・ケリー                           | キャメロン・ケリー(代理)              | 2013年6月1日   | 2013年6月26日  | バラク・オバマ                                     |
| 39 | ペニー・プリツカー                           | ペニー・プリツカー                    | 2013年6月26日  | 2017年1月20日  | バラク・オバマ                                     |
| 40 | ウィルバー・ロス                             | ウィルバー・ロス                      | 2017年2月28日  | 2021年1月20日  | ドナルド・トランプ                                 |
| -  | ウィン・コギンズ                             | ウィン・コギンズ（代理）              | 2021年1月20日  | 2021年3月3日   | ジョー・バイデン                                   |
| 41 | ジーナ・レモンド                             | ジーナ・レモンド                      | 2021年3月3日   | 2025年1月20日  | ジョー・バイデン                                   |
| -  | ジェレミー・ペルター                         | ジェレミー・ペルター（代理）          | 2025年1月20日  | 2025年2月21日  | ドナルド・トランプ                                 |
| 42 | ハワード・ラトニック                         | ハワード・ラトニック                  | 2025年2月21日  | 現職           | ドナルド・トランプ                                 |